# Karl Wilhelm Jerusalem

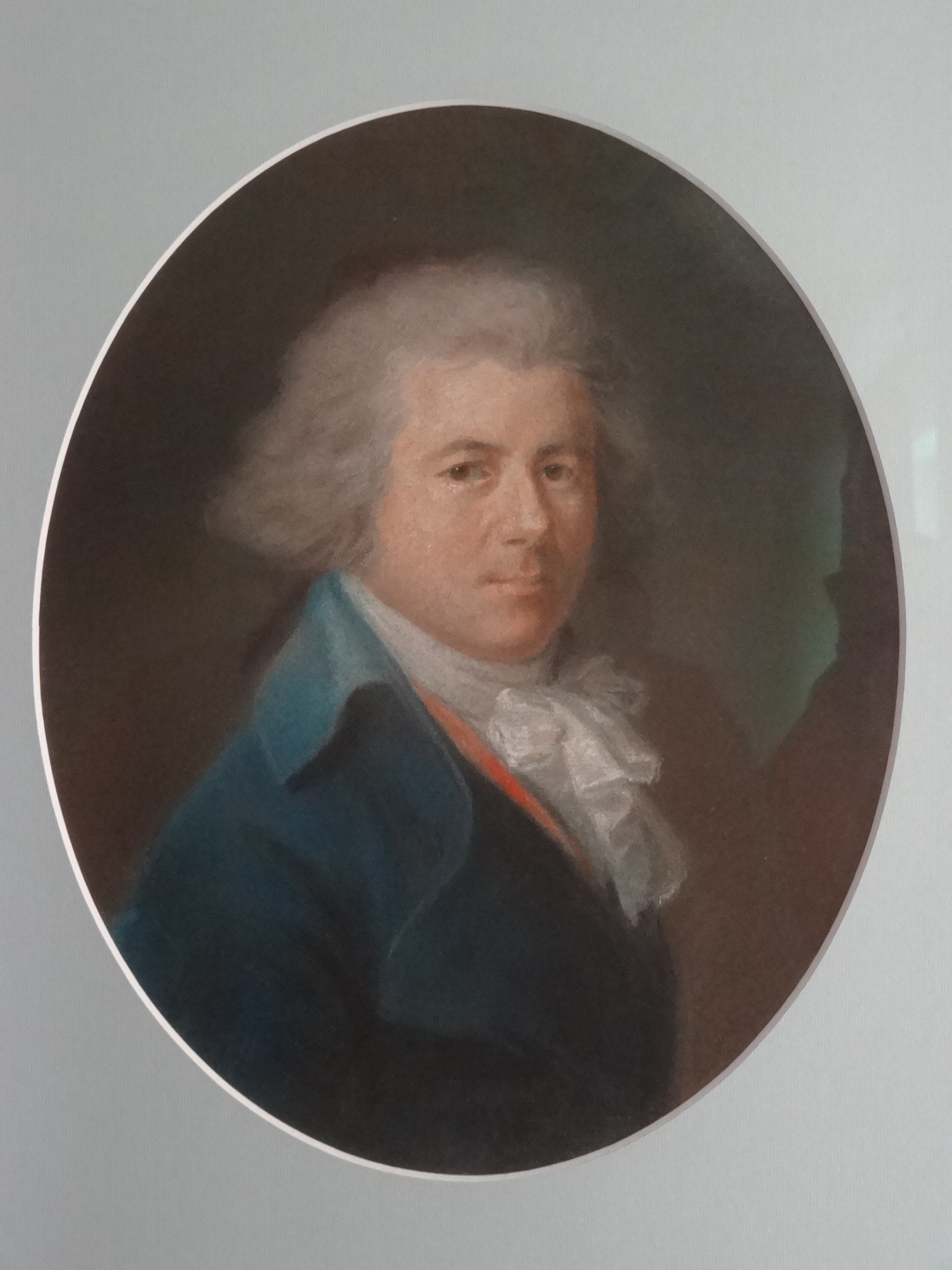
Karl Wilhelm Jerusalem

Karl Wilhelm Jerusalem (* 21. März 1747 in Wolfenbüttel; † 30. Oktober 1772 in Wetzlar) war ein deutscher Jurist. Durch seinen Suizid wurde er zum Vorbild für das tragische Ende von Goethes Werther.

## Leben

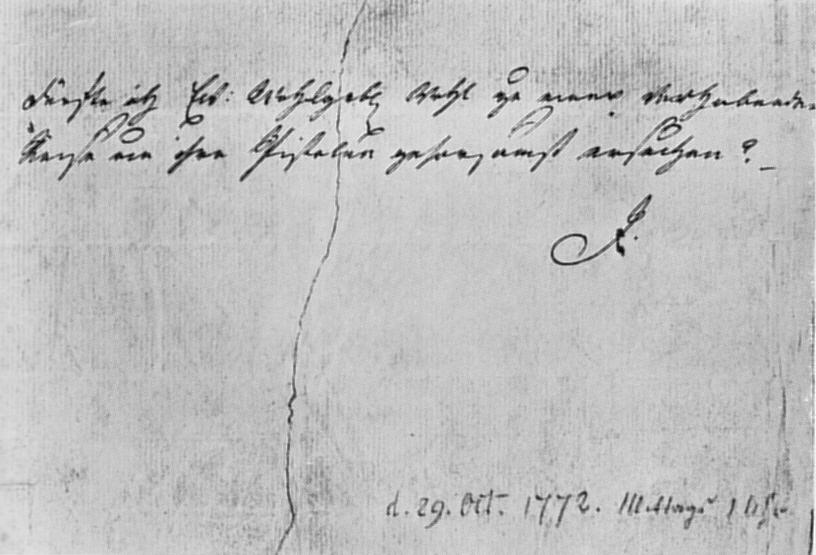
Das Billet Jerusalems an Kestner vom 29. Oktober 1772: „Dürfte ich Euer Wohlgeboren wohl zu einer vorhabenden Reise um ihre Pistolen gehorsamst ersuchen? – J.“, dazu in anderer Handschrift Datum und Uhrzeit

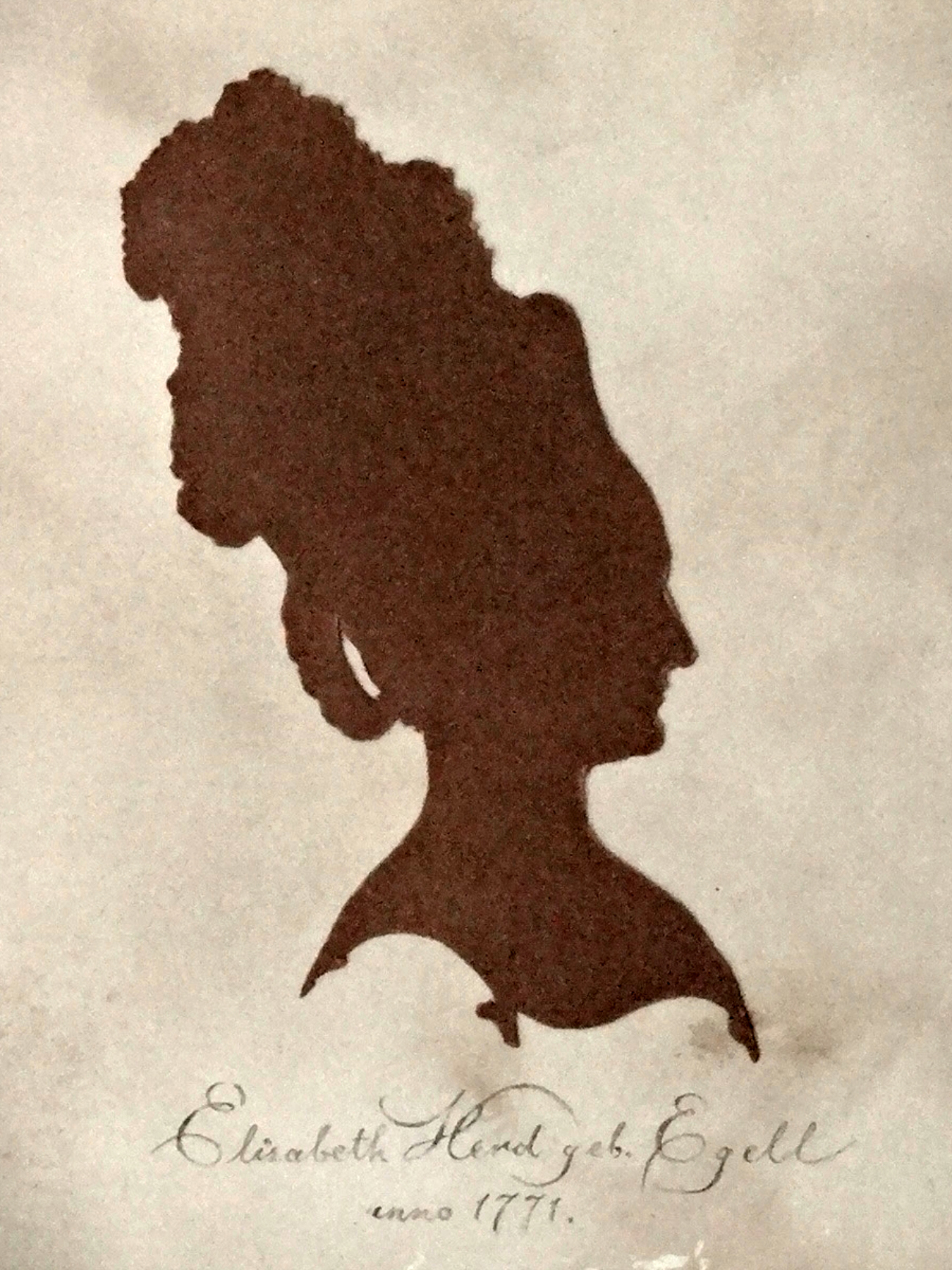
Elisabeth Herd, Scherenschnitt 1771

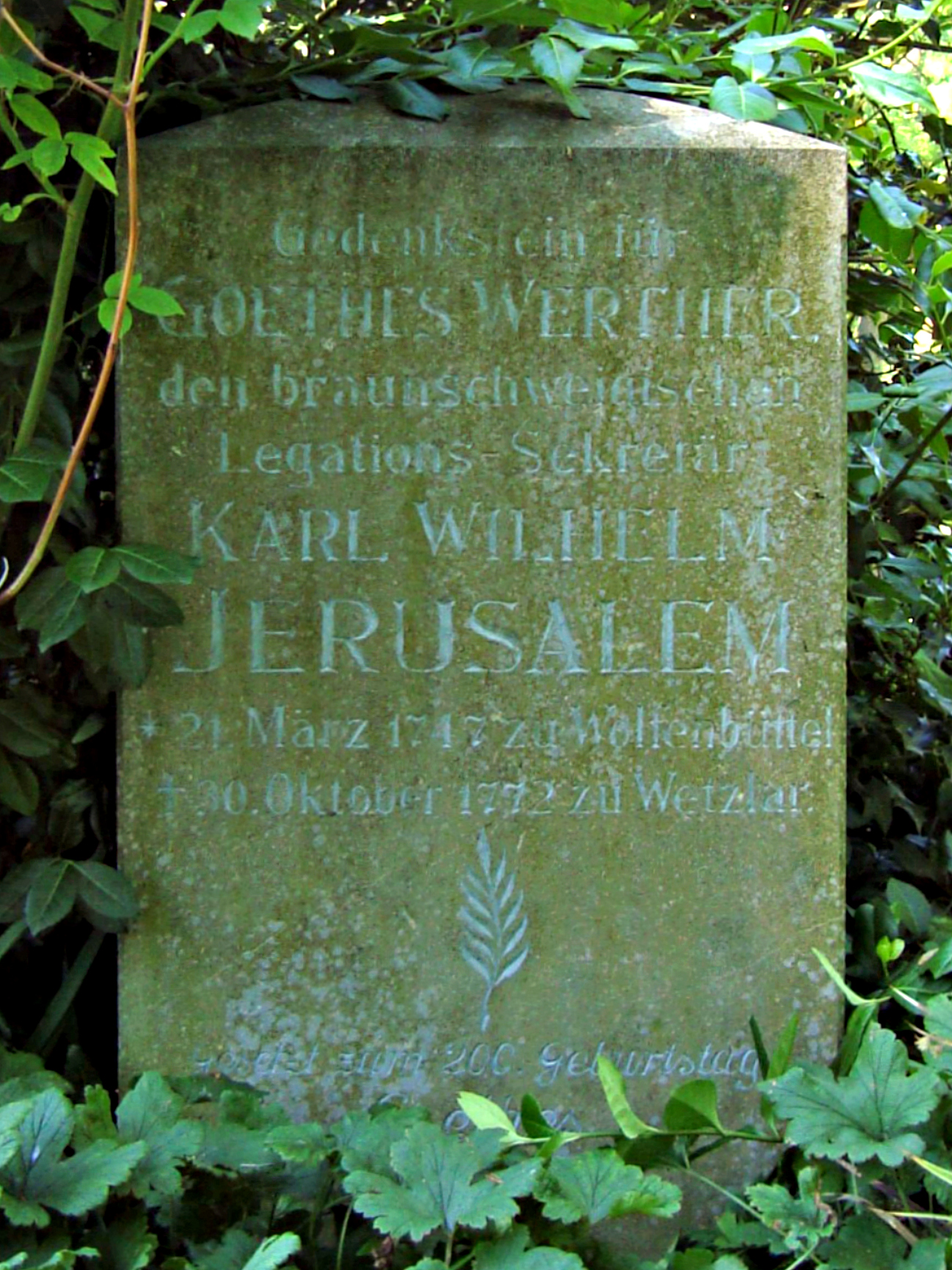
Gedenkstein für Karl Wilhelm Jerusalem in Wetzlar

Karl Wilhelm Jerusalem war Sohn des protestantischen Theologen Johann Friedrich Wilhelm Jerusalem (1709–1789).
In seiner Leipziger Studienzeit lernte er Goethe kennen, den er aber nicht mochte. Danach stand er als Gesandtschaftssekretär in braunschweigischen Diensten. Er studierte am Reichskammergericht in Wetzlar die Prozessführung. Dort traf er Goethe und Johann Christian Kestner wieder.
Durch seinen bürgerlichen Stand wurde er vom Adel nicht angemessen geachtet, hatte Zusammenstöße mit seinen Vorgesetzten und fand – wie Goethe in seiner Frankfurter Juristerei – keine Befriedigung in seiner Tätigkeit. Die unglückliche Liebe zu der bereits vergebenen Elisabeth Herd (geb. Egell, 1741–1813), Gattin eines kurpfälzischen Legationssekretärs, brach ihm das Herz.
Er erschoss sich am 29. Oktober 1772 in seiner Wohnung (heute Schillerplatz 5) in Wetzlar und starb am darauffolgenden Tag. Auf dem Tisch lag aufgeschlagen Lessings Trauerspiel Emilia Galotti. Die Wohnung ist heute Gedenkstätte (Jerusalemhaus). Dieses Ereignis verarbeitete Goethe im tragischen Ausgang seines Romans Die Leiden des jungen Werthers.

„… von unbefriedigten Leidenschaften gepeinigt, von außen zu bedeutenden Handlungen keineswegs angeregt, in der einzigen Aussicht, uns in einem schleppenden, geistlosen bürgerlichen Leben hinhalten zu müssen, befreundete man sich in unmutigem Übermut mit dem Gedanken, das Leben, wenn es einem nicht mehr anstehe, nach eignem Belieben allenfalls verlassen zu können.“

Lessing gab nach dem Erscheinen des „Werther“, als einen Protest gegen die Darstellung Goethes, Jerusalems „Philosophische Aufsätze“ mit einer polemischen Vorrede und scharfen Anmerkungen heraus. Insbesondere war Lessing verärgert, seinen verstorbenen Freund bei Goethe als „empfindsamen Narren“ dargestellt zu sehen, während er Jerusalem als „wahren, nachdenkenden Philosophen“ schätzte. Einer von Jerusalems philosophischen Aufsätzen war bezeichnenderweise eine Verteidigung des Selbstmords.

## Schriften
- Gotthold Ephraim Lessing (Hrsg.): Philosophische Aufsätze von Karl Wilhelm Jerusalem. Buchhandlung des Fürstlichen Waisenhauses, Braunschweig 1776; tu-braunschweig.de (PDF)
- Paul Beer (Hrsg.): Philosophische Aufsätze von Karl Wilhelm Jerusalem. (1776). Mit G. E. Lessings Vorrede und Zusätzen. Berlin 1900; archive.org.
- Heinrich Schneider (Hrsg.); Karl Wilhelm Jerusalem: Aufsätze und Briefe. Weißbach, Heidelberg 1925.

## Belege
1. 1 2  Beer (Hrsg.): Philosophische Aufsätze von Karl Wilhelm Jerusalem. 1900, S. IV.
2. ↑  Johann Wolfgang von Goethe: Aus meinem Leben. Dichtung und Wahrheit. In: Berliner Ausgabe. Band 13. Berlin 1960.
3. ↑  Beer (Hrsg.): Philosophische Aufsätze von Karl Wilhelm Jerusalem. 1900, S. V.

| Personendaten    | Personendaten           |
| ---------------- | ----------------------- |
| NAME             | Jerusalem, Karl Wilhelm |
| KURZBESCHREIBUNG | deutscher Jurist        |
| GEBURTSDATUM     | 21. März 1747           |
| GEBURTSORT       | Wolfenbüttel            |
| STERBEDATUM      | 30. Oktober 1772        |
| STERBEORT        | Wetzlar                 |